# Дуги-Рат
Дуги-Рат (хорв. Dugi Rat) — община и населённый пункт в Хорватии.
Община Дуги-Рат расположена на побережье Адриатического моря, в южной части Хорватии, в Сплитско-Далматинской жупании. Она находится в 15 км к юго-востоку от города Сплит и в 3 км к западу от Омиша.

## История
Самые старые поселения в общине находятся на высоте от 200 до 250 м, у подножия горы Перун (южная часть горной цепи Мосор), а именно Есенице, Зелёвичи, Круг и Дуче. Ныне они почти заброшены, так как население постепенно перемещается на побережье в течение многих лет, особенно на рубеже XX и XXI веков, из-за бурного развития туристической отрасли.
О древности поселений у подножия горы свидетельствуют археологические находки, часть из которых служат доказательствами наличия поселений в этом районе ещё в каменном веке.

## География
В состав общины входят следующие населённые пункты (данные о населении на 2011 год):
- Дуче[хорв.] - 1 640
- Дуги-Рат - 3 507
- (Крило[хорв.])-Есенице[хорв.] - 2 158

## Демография
Население общины составляет 7 092 человека по переписи 2011 года. Национальный состав выглядит следующим образом:
- 98,43 % — хорваты
- 0,34 % — албанцы
- 0,28 % — сербы[5]